# Sorbarieae
Sorbarieae es una tribu de plantas en la subfamilia Amygdaloideae perteneciente a la familia de las rosáceas.

## Géneros
Géneros según NBCI
- Adenostoma - Chamaebatiaria - Sorbaria - Spiraeanthus[2]